# Vizmanos

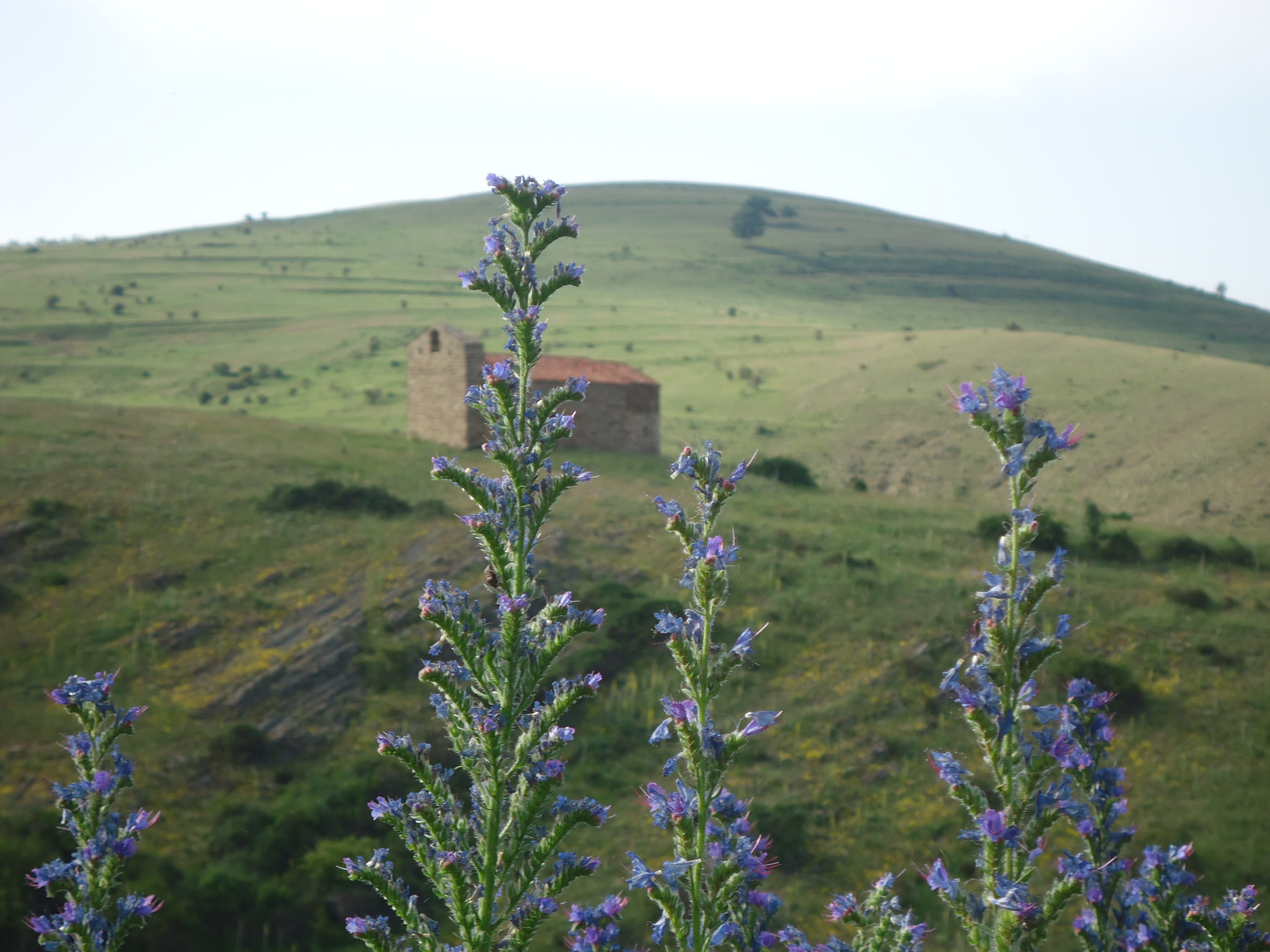
Ermita de Valdeayuso, entre Vizmanos y Ledrado, en julio de 2018

Vizmanos es una localidad y también un municipio de la provincia de Soria, 
partido judicial de Soria, comunidad autónoma de Castilla y León, España. Pueblo de la comarca de Tierras Altas.
Desde el punto de vista jerárquico de la Iglesia católica forma parte de la Diócesis de Osma la cual, a su vez, pertenece a la Archidiócesis de Burgos.

## Historia
Lugar que durante la Edad Media formaba parte de la Comunidad de Villa y Tierra de Yanguas, en el Censo de Floridablanca denominado Partido de Yanguas, señorío del marqués de Aguilar.
A la caída del Antiguo Régimen la localidad se constituye en municipio constitucional en la región de Castilla la Vieja, partido de Ágreda que en el censo de 1842 contaba con un total de 38 hogares y 150 vecinos.

## Geografía
Lugar de la provincia de Soria.

Término municipal.

Ayuntamiento: C/ Cuatro Calles, s/n. - 42.173 Vizmanos Tel. 975 185 436
Extensión del municipio: 2900 hectáreas
Altitud: 1200 metros
Distancia a Soria: 40 kilómetros
Vías de Acceso: C-115
Escudos nobiliarios en las fachadas.
Discurre el río Cidacos.
Comprende la localidad de Verguizas.
En su término e incluidos en la Red Natura 2000 los siguientes lugares:
- Lugar de Interés Comunitario conocido como Riberas del Río Cidacos y afluentes, ocupando 14 hectáreas, el 1 % de su término.[3]

## Geografía humana

### Demografía
Cuenta con una población de 30 habitantes (INE 2024).
| Gráfica de evolución demográfica de Vizmanos entre 1842 y 2021                                                        |
| |
| Población de derecho según los censos de población del INE. Población de hecho según los censos de población del INE. |

### Demografía reciente del núcleo principal
Vizmanos (localidad) contaba a 1 de enero de 2010 con una población de 23 habitantes, 14 hombres y 9 mujeres.
| Gráfica de evolución demográfica de Vizmanos (localidad) entre 2000 y 2010                       |
|                                                                                                  |
| Población de derecho (2000-2010) según los censos de población del INE a 1 de enero de cada año. |

### Población por núcleos
| Núcleos   | Habitantes (2000) | Habitantes (2010) |
| --------- | ----------------- | ----------------- |
| Vizmanos  | 35                | 23                |
| Verguizas | 6                 | 3                 |

## Cultura

### Fiestas
Fiestas patronales: Virgen de Valdeayuso (segundo fin de semana de agosto)

## Patrimonio

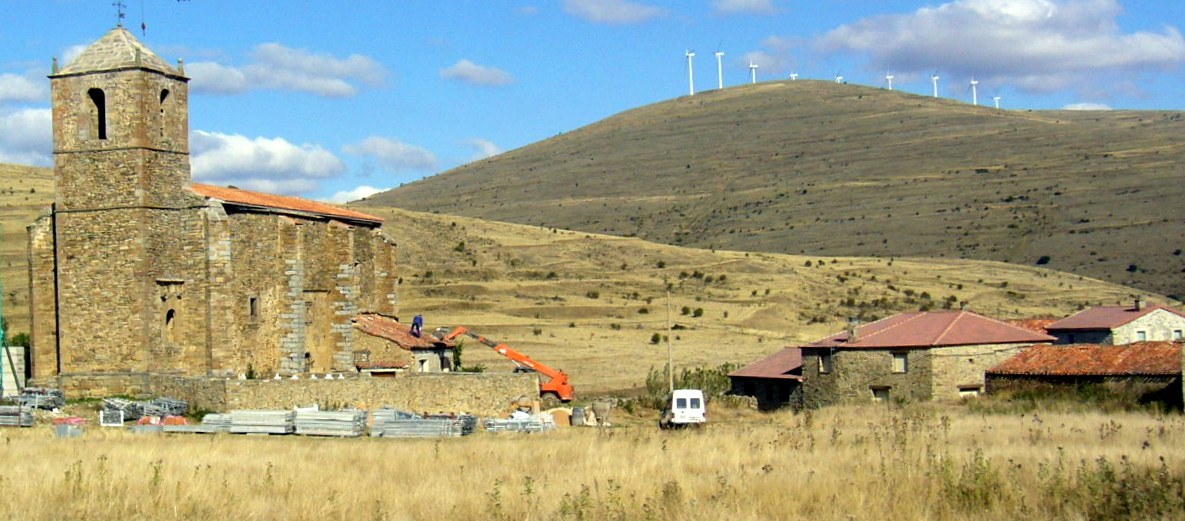
Iglesia de San Martín

Curiosidades: Escudos nobiliarios en las fachadas. Discurre el río Cidacos. En Vizmanos todavía se distinguen dos blasones en sendas casas y se conserva la iglesia parroquial de San Martín, gótica del XVI.
Siguiendo camino y mirando el paisaje comprenderemos la dureza de las condiciones de vida que hicieron marchar a los habitantes de estas tierras, que cultivaron en terrazas casi la totalidad de las laderas de las sierras hasta cotas insospechadas.